# Rödelheimer FC
Der 1. Rödelheimer Fußballclub 02 ist ein deutscher Sportverein aus dem heutigen Stadtteil Rödelheim in Frankfurt am Main. Die Fußballmannschaft der „Blau-Gelben“ spielte in der Spielzeit 1943/44 in der Gauliga Hessen-Nassau, und in der Nachkriegszeit gelang mit dem Aufstieg in die Fußball-Oberliga Süd 1948 noch einmal für ein Jahr der Sprung in die Erstklassigkeit. Auf überregionaler Ebene konnte sich der Verein aber nicht lange halten, heute spielt die Mannschaft in den Ligen des Fußballkreises Frankfurt.

## Geschichte

### Gründung
Dem Klub aus der damaligen westlichen Vorstadt an der Nidda wurde am 12. April 1902 unter dem heutigen Namen gegründet. Nach der Fusion mit dem FV Wacker 1910 Frankfurt, der bis 1923 noch die Fußballabteilung der TG Rödelheim war, nannte sich der Klub 1. Rödelheimer FC Wacker 02. Sechs Jahre später erfolgte die Umbenennung in VfL Rödelheim als Folge der vollständigen Fusion mit der TG.

### Gauliga
Unter diesem Namen gelang den Rödelheimern 1943 der Aufstieg in die damals höchste Spielklasse, die Gauliga Hessen-Nassau. In der Aufstiegsrunde setzte sich der VfL u. a. gegen Mainz 05 durch. Unter den zehn Vereinen der Liga schloss Rödelheim die Spielzeit 1943/44 auf dem siebten Platz ab, u. a. noch vor dem Reichsbahn-TSV Rot-Weiß Frankfurt. Zu den Höhepunkten gehörte neben dem höchsten Sieg in der Gauliga mit 6:0 über Opel Rüsselsheim sicher auch der 4:1-Heimerfolg über den Vizemeister Hanau 93. Das 2:9 zu Hause gegen Eintracht Frankfurt bedeutet die höchste Niederlage in der Gauliga. Zur Saison 1944/45 wurde in Hessen-Nassau die Gauliga aufgelöst und in Form einer Pokalrunde aller vermutlich 50 verbliebenen Vereine ausgespielt. Daher war für den VfL das Thema Gauliga ohne Abstieg abgeschlossen, über das Abschneiden der mit Rot-Weiß Frankfurt gegründeten KSG Rödelheim/Rot-Weiß Frankfurt ist nichts bekannt.

### Nach dem Zweiten Weltkrieg
Nach dem Ende des Zweiten Weltkriegs firmierten die Rödelheimer kurzzeitig als Kultur- und SG Rödelheim, ehe der Verein 1946 wieder den alten und bis heute bestehenden Namen annahmen. Zunächst in die zweitklassige Landesliga Hessen-West eingestuft, verpasste der 1. FC zweimal den Aufstieg in die neugebildete höchste Spielklasse, die Oberliga Süd. 1946 stand Rödelheim als Zweiter der Landesliga Hessen-West in den Aufstiegsspielen. Zunächst setzte sich der FC in einem Entscheidungsspiel gegen Meister SV Wiesbaden mit 3:1 durch. Dieses Spiel war wegen diverser Proteste angesetzt worden. Insgesamt dauerte es aufgrund zahlreicher Proteste zwei Monate, bis über den Aufstieg entschieden worden war. Sportlich endeten die insgesamt drei Aufstiegsspiele gegen den Meister der Staffel Hessen-Ost, der Viktoria aus Aschaffenburg, für Rödelheim jeweils mit Niederlagen. Ein Jahr später setzte sich Rödelheim in der Landesliga Hessen-West, dieses Mal als Tabellenerster durch. In der Aufstiegsrunde der hessischen Vereine wurde der 1. FC Dritter hinter Aufsteiger Rot-Weiss Frankfurt und dem VfL Hessen Kassel.

### Oberliga
Der Aufstieg gelang schließlich 1948. In der nunmehr eingleisigen Landesliga Hessen wurde Rödelheim Meister vor Hessen Kassel. In der Aufstiegsrunde zur Oberliga Süd setzte sich der 1. FC als Zweiter hinter dem BC Augsburg vor der Sportvg Feuerbach und Amicitia Viernheim durch. In der Oberliga Süd war der 1. Rödelheimer FC gemeinsam mit den Lokalrivalen Eintracht und FSV als dritter Frankfurter Verein vertreten. Nach nur einer Spielzeit stiegen die Rödelheimer als abgeschlagener Tabellenletzter jedoch wieder ab. Das bemerkenswerteste Ergebnis war der 4:1-Heimsieg über den amtierenden Meister 1. FC Nürnberg, der in dieser Spielzeit jedoch insgesamt schwach spielte. Dieser Erfolg war zugleich der höchste Oberligasieg überhaupt für die Rödelheimer. Weitere Siege gelangen zu Hause über den VfB Stuttgart, TSV Schwaben Augsburg und den BC Augsburg sowie auswärts beim 1. FC Schweinfurt 05 und der TSG Ulm 1846. Gegen die Lokalrivalen aus Frankfurt gab es in allen vier Spielen Niederlagen, die höchste Oberliganiederlage bedeutete jedoch das 0:10 vor heimischer Kulisse gegen den Oberligameister Offenbacher Kickers.

### Rasche Abstiege
Dem Abstieg in die Zweitklassigkeit folgte der rasche Absturz in die Viertklassigkeit. Zwar konnte sich der Rödelheimer FC 1950 noch in der hessischen Liga als Elfter halten. Die Qualifikation für die neue zweite Division als Unterbau zur Oberliga Süd verpassten sie nicht nur deutlich, sondern stiegen 1951 sogar aus der höchsten hessischen Spielklasse ab.
Abgesehen von einem Gastspiel in der – damals viertklassigen – Gruppenliga (1972 bis 1977) spielt der Rödelheimer FC seither in den unteren Klassen des Fußballkreises Frankfurt.

## Bekannte Spieler
- Alfred Pfaff, Weltmeister 1954 als Spieler von Eintracht Frankfurt
- Willi Rado, 1 Einsatz in der deutschen B-Nationalmannschaft
- Hubert Schieth